# Compañía de las Indias
Se conocen como compañía de las Indias a las compañías que gestionaban el  comercio entre una metrópolis europea y sus colonias.
Mientras que España y Portugal se habían reservado la explotación de América después de los descubrimientos de Cristóbal Colón durante todo el siglo XVI, en el siglo XVII las otras potencias europeas se involucraron en una feroz competencia para constituir los mayores grandes imperios coloniales que pudieran alimentar su naciente capitalismo, mientras fortalecían la pujanza de las naciones.
El comercio entre metrópoli y sus colonias estuvo controlada a menudo por una compañía que llevaba el nombre de compañía de las Indias (en francés: Compagnie des Indes; en francés, Compagnie des Indes; en inglés: India Company). Bajo el vocablo mítico de Indias, se englobaban todos los nuevos territorios que pudieran lograrse tomando la ruta del Este (Indias orientales) y aquellos que se alcanzaban por el Oeste (Indias occidentales).

## El contexto histórico de la creación de las Compañías
Con las cruzadas abriendo las rutas hacia el Oriente, las actividades comerciales y financieras favorecieron un  naciente capitalismo de las repúblicas italianas durante los siglos XIII y XIV antes de que ese comercio también beneficiase a Inglaterra y a los países del mar del Norte. Dos grandes polos concentraban el comercio de Europa: la Italia del Norte y los países bálticos, donde la Liga Hanseática prosperaba desde la Edad Media. 
El fin del siglo XV se caracterizó por los grandes descubrimientos: en 1492, Cristóbal Colón llegó a América, y en 1498, tras haber doblado el portugués Vasco da Gama el cabo de Buena Esperanza, quedaba abierta la ruta marítima hacia Asia (las Indias). 
En los albores del siglo XVI, la pujante república de Venecia dominaba el mar Mediterráneo, y por lo tanto, gracias a sus relaciones con las factorías en el Medio Oriente, el comercio de productos —principalmente el comercio de especias— llegados del Levante mediterráneo y del océano Índico. El control de estos productos llegados del Lejano Oriente en caravana o barco le aseguró el dominio de los mercados europeos. Sin embargo, este dominio comenzó a ser cuestionado por la ciudad de Amberes, convertida en el almacén de la pimienta importada por Portugal,  utilizando la nueva ruta marítima del Sur. 
Desde la década de 1570, el comercio de Venecia en el Mediterráneo fue desafiado por los comerciantes nórdicos, que inundaron los mercados de productos falsificados, llegando hasta a adornar sus tejidos del sello veneciano para mejorar su atractivo. La industria mediterránea pierde a la vez sus clientes y su renombre. Mientras tanto, en ese tiempo España implementa el comercio del oro procedente de los nuevos territorios que había descubierto atravesando del Atlántico. Pero a su vez experimenta un declive significativo a finales del siglo XVI.
A principios del siglo XVII, las Provincias Unidas de los Países Bajos se encuentran todavía en guerra (guerra de los Ochenta Años) contra la corona española para obtener su independencia. La situación social es diferente allí del resto de Europa. El comercio se desarrolla, la nobleza perdió su poder en favor de una pujante elite burguesa. El país es conocido por su tolerancia en el plano religioso y por sus técnicas agrícolas avanzadas.
A finales del siglo XVI, los neerlandeses comenzaron a interesarse en las Indias. Cornelis de Houtman partió en 1592 con cuatro barcos, tres de los cuales regresaron a  Ámsterdam en 1597, sin haber hecho sustanciales beneficios. Pero la expedición no fue más que un precedente para el desarrollo de un importante comercio que el declinante Imperio portugués no pudo ya contrarrestar. Entre 1598 y 1602, los neerlandeses enviaron 65 navíos agrupados en 14 flotas hacia el océano Índico. En 1600, los barcos neerlandeses llegaron al Japón y al año siguiente, alcanzaron China. Las flotas que se las arreglaron para regresar consiguieron beneficios económicos de hasta un 265%, pero que podrían ser aún mayores si no hubiera una multitud de compañías que se hacían una feroz competencia en Asia.
Siguiendo a los neerlandeses, los ingleses, franceses, suecos y daneses se lanzan a la conquista de fuentes de abastecimiento de especias.

## Instrumentos de la dominación europea
Las características comunes de estas compañías, que fueron el primer instrumentos de la dominación europea, fueron:
- la traducción de las teorías mercantilistas;
- el uso del monopolio;
- la acción pública delegada a las estructuras privadas;
- la puesta en práctica de las sociedades por acciones.

El impacto de su acción en Europa se caracterizó por:
- La creación de los imperios coloniales europeos;
- La rivalidad entre los Países Bajos e Inglaterra;
- La rivalidad entre Francia e Inglaterra;
- El dominio del comercio inglés.

A su vez, el impacto en las sociedades dominadas se caracterizó por:
- la obra misionera y la realidad comercial;
- la primera globalización;
- la esclavitud y el avasallamiento de las sociedades.

## Las compañías de las Indias Orientales

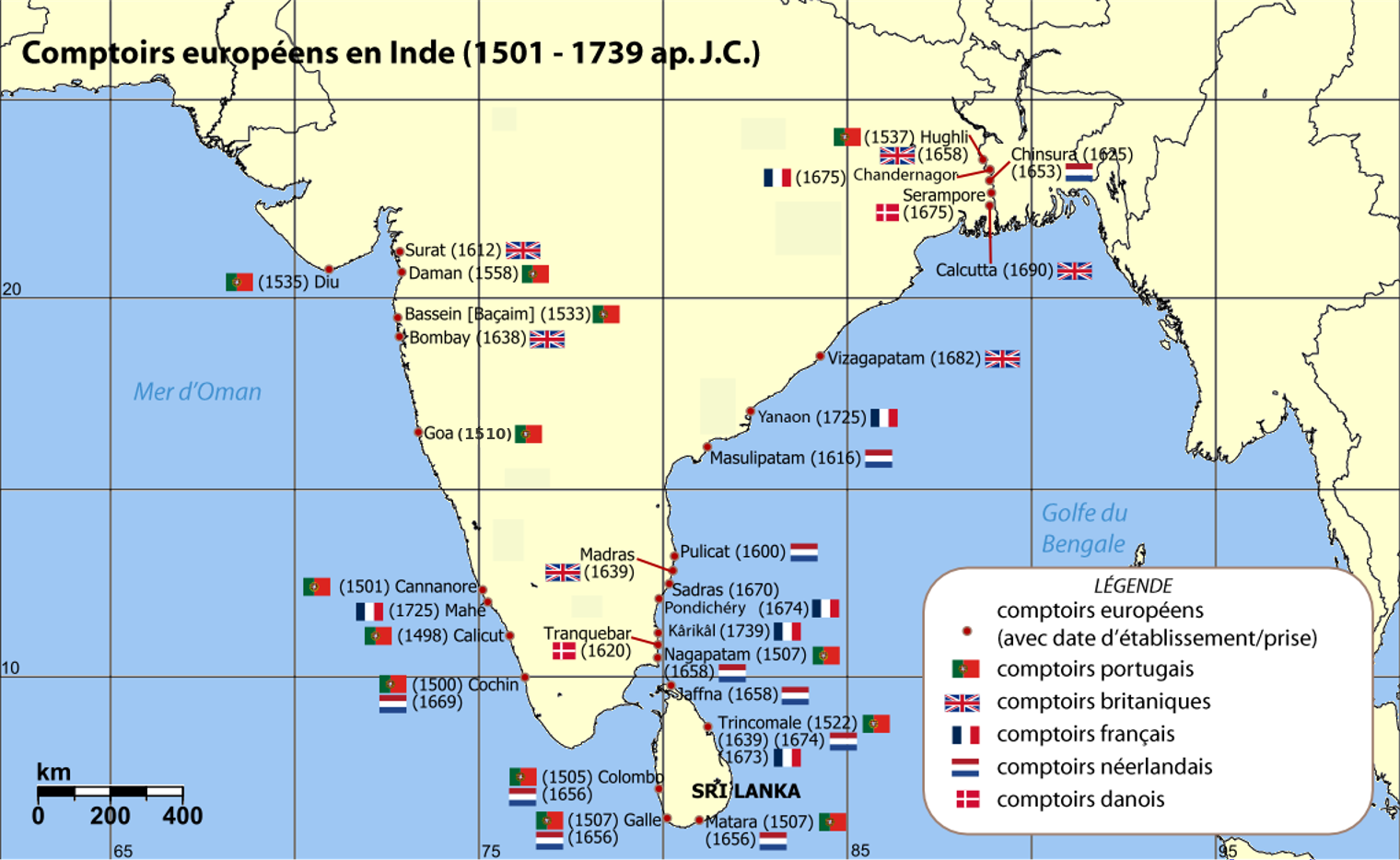
Las factorías comerciales europeas en India

### Inglaterra
La East India Company, fundada en 1600, contribuyó en gran medida a la creación del Imperio Británico.

### Países Bajos
La Vereenigde Oostindische Compagnie, fundada en 1602, en las Provincias Unidas de los Países Bajos (Países Bajos), se implantó en la Indonesia  actual y en Sri Lanka.

### Francia
Fue creada por Jean-Baptiste Colbert en 1664. Desapareció en un escándalo político y financiero en 1793 (conocido como Affaire de la liquidation de la Compagnie des Indes).

### Suecia
La Svenska Ostindiska Companiet fue fundada en 1731.

### Dinamarca
La Dansk Ostindisk Kompagni fue fundada el 17 de mayo de 1616 por el rey Cristián IV. Tras un breve periodo de expansión, experimentó dificultades y se disolvió en 1729. En 1732 fue refundada con el nombre de Compañía Asiática. Perdió su monopolio en 1772 y las Indias danesas pasaron a ser colonias de la Corona en 1779.

## Las compañías de las Indias Occidentales

### Países Bajos
La West-Indische Compagnie fue fundada en 1619.

### Suecia
La Svenska Västindiska Kompaniet fue fundada en 1786.